# جون هابارد (فيزيائي)
جون هابارد (بالإنجليزية: John Hubbard)‏ هو فيزيائي بريطاني، ولد في 27 أكتوبر 1931 في لندن في المملكة المتحدة، وتوفي في 27 نوفمبر 1980 في سان خوسيه في الولايات المتحدة.